# Elecciones provinciales de Buenos Aires de 1935
Las elecciones generales de la provincia de Buenos Aires de 1935 tuvieron lugar el 3 de noviembre del mencionado año con el objetivo de elegir al Colegio Electoral provincial que a su vez designaría al Gobernador y al Vicegobernador para el período 1936-1940. Se realizaron en el marco de la llamada Década Infame, durante la cual la coalición electoral Concordancia, una alianza de tendencia conservadora, recurrió al fraude electoral masivo para perpetuarse en el poder tanto en el ámbito nacional como en el ámbito provincial, con el objetivo de mantener fuera del poder a la Unión Cívica Radical (UCR), partido gobernante antes del golpe de Estado de 1930.
El candidato del Partido Demócrata de Buenos Aires (PD), Manuel Fresco, apoyado por la Concordancia, obtuvo una amplia victoria con casi el 57% de los votos en medio de escándalos por un fraude electoral abierto y prácticamente declarado. En segundo lugar quedó la UCR con Honorio Pueyrredon, en tercer lugar José Lemos, del Partido Socialista (PS), y en cuarto y último lugar Felipe Araúz de la Unión Cívica Radical Antipersonalista (UCR-A). Ambos candidatos impugnaron los comicios ante la Justicia, que eliminó algunos votos conservadores para simular una sanción, pero oficializó la victoria de Fresco por un margen ligeramente inferior. El líder de la UCR, Marcelo Torcuato de Alvear, que se encontraba en plenas negociaciones con el régimen conservador, denunció el fraude e impuso al presidente Agustín P. Justo, como condición para continuar las negociaciones, la intervención de la provincia, solicitud que le fue denegada.
Fresco asumió su cargo el 18 de febrero. Como consecuencia de la legitimación de las elecciones, el radicalismo se abstuvo en los comicios legislativos y el nuevo gobernador contó con una aplastante mayoría absoluta en ambas cámaras de la Legislatura Provincial. Fresco completó su mandato en marzo de 1940, pero su sucesor electo, Alberto Barceló, no llegaría a asumir por la intervención de la provincia por parte del presidente Roberto Marcelino Ortiz.

## Antecedentes
Desde la sanción de la Ley Sáenz Peña en 1912; que garantizaba el voto secreto y que estableció el concepto de elecciones libres y democráticas en Argentina; hasta la actualidad, la provincia de Buenos Aires ha sido el distrito electoral más importante por ser la provincia más poblada, albergando por sí sola a más de un tercio (un 38%) del electorado registrado a nivel nacional. Al momento de realizarse las elecciones, en 1935, solo un candidato presidencial, el radical Hipólito Yrigoyen, había ganado las elecciones sin triunfar en Buenos Aires, situación que de hecho no se volvería a repetir hasta casi cien años después, en las elecciones de 2015.
La coalición conservadora Concordancia llegó al poder en elecciones fraudulentas realizadas en 1931 por la dictadura militar de José Félix Uriburu, que perpetuó el primer golpe de Estado exitoso en la historia argentina al derrocar a Hipólito Yrigoyen el 6 de septiembre de 1930. Sin embargo, a finales de la primera mitad de la década de 1930, el líder de la UCR, el expresidente Marcelo Torcuato de Alvear inició una serie de negociaciones con Agustín P. Justo, presidente de turno, para restaurar la democracia en el país. De este modo, el radicalismo levantó la abstención y presentó candidaturas a varias de las elecciones provinciales convocadas por el gobierno en 1935. Las de Buenos Aires tenían especial importancia, porque sí el radicalismo ganaba en dicho distrito, le resultaría mucho más fácil mantener la pureza electoral en la provincia más poblada y así ganar las elecciones presidenciales de 1937.
A pesar de las negociaciones, el régimen no parecía dispuesto a ceder la provincia de Buenos Aires. En febrero de 1935, Federico Martínez de Hoz, el gobernador elegido con fraude en noviembre de 1931, declaró su intención de realizar elecciones limpias para designar a su sucesor. El gobierno reaccionó al instante y mientras que Martínez de Hoz se vio encerrado en su despacho por manifestantes de su propio partido, la legislatura provincial proclamó la aceptación de su renuncia (renuncia que nunca se produjo). Aunque fue repuesto en el cargo, Martínez de Hoz aceptó dimitir efectivamente el 15 de marzo, ante la carencia de apoyo político y una inestabilidad creciente en su entorno. Fue sucedido por su vicegobernador Raúl Díaz, favorable al gobierno nacional.

## Campaña
El candidato de la Unión Cívica Radical fue Honorio Pueyrredon, que contaba con el antecedente de haber triunfado contra el conservadurismo en abril de 1931. De hecho, su victoria fue el principal aliciente que motivó a Uriburu a imponer el régimen fraudulento. Su compañero de fórmula fue Mario Guido, el mismo que en las elecciones de 1931. Destacó durante la campaña los valores de la democracia y de las elecciones limpias, y se destacó en diversas ocasiones su habilidad como orador. Por otro lado, el conservadurismo proclamó el 21 de febrero de 1935 la candidatura de Manuel Fresco, entonces presidente de la Cámara de Diputados de la Nación, con Aurelio Amoedo como compañero de fórmula y candidato a vicegobernador. El Partido Socialista presentó la candidatura de José Lemos, con Carlos Sánchez Viamonte como compañero de fórmula. Felipe Araúz y Pedro J. Reynelli serían los candidatos de la Unión Cívica Radical Antipersonalista, que decidió no concurrir conjuntamente con el PDN.
La UCR lanzó su manifiesto electoral el 28 de septiembre de 1935. En dicho manifiesto, el Comité Nacional denunció las leyes electorales draconianas impuestas por el régimen, y afirmó su intención de concurrir y ganar los comicios pese a los actos violentos perpetuados contra el partido. Se describió también la postergación decidida de las elecciones de diputados con respecto a las de gobernadores como "una burla al pueblo argentino", y una violación directa a la Constitución Nacional. Periodistas opositores y neutrales hablaron directamente del fraude y la violencia durante toda la campaña, y calificaron a la alianza gobernante como "un híbrido reaccionario de fuerzas conservadoras, una concordancia de aspectos y propósitos negativos". La campaña fue considerada tensa y cargada de una atmósfera violenta. El 19 de octubre, con motivo de la llegada de Pueyrredon a Zárate para su acto de proclamación, se desató un tiroteo entre partidarios del radicalismo y el conservadurismo dicha ciudad, dejando un saldo de dos muertos y decenas de heridos. A pesar de que existía considerable evidencia de que el atentado fue organizado por los conservadores, la policía solo arrestó a los participantes radicales. La concentración fue suspendida por las autoridades por temor a más violencia.
Al día siguiente, Pueyrredon denunció la falta de garantías y exigió que se restaurara el orden para poder realizar una campaña tranquila. A pesar de estos sucesos, Pueyrredon permaneció en Zárate y visitó a los partidarios que resultaron heridos en el tiroteo. Simultáneamente, el radicalismo y el socialismo presentaron denuncias conjuntas por una campaña de robo de libretas efectuada por el gobierno a fin de privar a varios ciudadanos de su derecho a voto, o bien para emitir votos en su nombre. Las denuncias fueron rápidamente desestimadas.
A pesar de tener la victoria prácticamente garantizada por el fraude, el candidato conservador, Fresco, realizó una vertiginosa campaña con el objetivo de incrementar su popularidad real. La oposición denunció el uso de recursos estatales para sus campañas proselitistas, que incluían la movilización de grandes multitudes por medio de trenes especiales. Destacó también una gran concentración que salió de la ciudad de Buenos Aires hacia la provincia, y que fue burlonamente calificada por la oposición como "Marcha sobre Buenos Aires" (en referencia a la Marcha sobre Roma que realizó Benito Mussolini para tomar el poder), como un guiño a las constantes tendencias favorables al fascismo que se sospechaban en Fresco. Su lema de campaña, referido en gran medida a los radicales, fue simplemente "¡No pasarán!".
El 31 de octubre, tres días antes de las elecciones, la UCR realizó un masivo acto de cierre de campaña en Plaza Rocha, La Plata, en el que habló el expresidente Alvear. El mismo fue sumamente concurrido para la época, con más de 150 mil personas presentes. A pesar de las escasas probabilidades de que la elección fuera limpia, Alvear declaró en su discurso que, aunque el electorado radical tendría que enfrentar una contienda poco común, trabajarían hasta finalmente prevalecer, y afirmó creer en la democracia y en que triunfarían por amplio margen, finalizando con: "Si corre sangre, no habrá corrido en vano". Sin embargo, las perspectivas eran sombrías, ese mismo día, la justicia había rechazado un pedido del radicalismo para que se reglamentara la nueva ley electoral, que se consideraba sumamente parcial al oficialismo y uno de los tantos instrumentos del fraude.

## Jornada electoral
La jornada electoral fue considerada tranquila, pero empañada por las denuncias de irregularidades de parte de la oposición. Los ficales radicales afirmaron que, cuando llegaron a comenzar su labor, descubrieron que el oficialismo ya había mandado a llenar las urnas. Ese mismo día, comenzaron a emitirse las protestas de parte de la UCR y el PS. Los primeros afirmaron que se abstendrían de los siguientes procesos electorales, a saber, las elecciones de diputados y senadores provinciales. El escrutinio se realizó entre el 6 y el 19 de noviembre, con las mismas denuncias. La mayoría de los periódicos hablaron cínicamente del hecho, reemplazando la palabra "escrutinio" por la palabra "fraude" en sus titulares. El propio Fresco confesó el fraude con poco disimulo el día del comicio, declarando que "pondrían 300.000 votos en las urnas". De todas formas, nada impidió que fuese fácilmente proclamada electa la fórmula Fresco-Amoedo.

## Resultados
|  | 56,79 % |

|  | 34,93 % |

|  | 3,53 % |

|  | 1,33 % |

|  | 96,58 % |

|  | 3,42 % |

|  | 67,02 % |

|  | 100 % |

## Consecuencias
A pesar de los sucesos, el radicalismo declaró que, incluso con tal falta de garantizas, estuvieron cerca de superar el 35% de los votos que el régimen no pudo ocultar. Simultáneamente, Alvear desreconoció los resultados y exigió la intervención inmediata de la provincia antes de que Fresco fuese proclamado electo. Sin embargo, Justo se negó a intervenir y finalmente Fresco fue juramentado el 18 de febrero de 1936, en medio de los escándalos provocados por su controvertida victoria. Ante la situación, la UCR proclamó la abstención en varias provincias, incluyendo Buenos Aires, donde el conservadurismo mantuvo la mayoría absoluta en ambas cámaras legislativas.